# 다마 지역

도쿄도의 지도. 녹색 부분을 제외한 부분이 다마 지역이다.

다마 지역(일본어: 多摩地域) 또는 다마 지방(일본어: 多摩地方)은 도쿄도에서 특별구(옛 도쿄시)와 도서 지역(이즈·오가사와라 제도)을 제외한 지역을 말한다. 도쿄도의 26개 시와 니시타마군에 해당한다. 산타마(일본어: 三多摩)라고도 한다.

## 역사

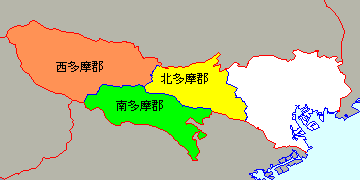
다마 지역의 옛 행정 구역.
니시타마군 지역이 주황색,
미나미타마군 지역이 연두색,
기타타마군 지역이 노란색.

율령 체제 하에 다마 지역은 무사시국의 일부로서 수도는 후추였다.
에도 시대에 이 지역에 고슈 가도가 개통되었다.
가나가와현의 일부였으나 1893년 도쿄부 관할이 되었다.
다마 지역은 예전에 세 개의 군으로 이루어져 있었다.
- 니시타마군(西多摩郡)은 현재의 아키루노시, 훗사시, 하무라시, 오메시와 현재의 니시타마 군에 속하는 4개의 정과 촌이 포함되었다. 자치체들은 정이나 촌에서 점차 시로 승격되었고 이들은 더 이상 니시타마군에 속하지 않게 되었다.

- 미나미타마군(南多摩郡)은 현재의 하치오지시, 히노시, 이나기시, 마치다시에 이르는 지역을 차지하고 있었다. 1971년에 이나기정이 마지막으로 시가 되면서 미나미타마군은 더 이상 존재하지 않게 되었다.

- 기타타마군(北多摩郡)은 현재의 아키시마시, 조후시, 후추시, 히가시쿠루메시, 히가시무라야마시, 히가시야마토시, 기요세시, 고다이라시, 고가네이시, 고쿠분지시, 고마에시, 구니타치시, 미타카시, 무사시무라야마시, 무사시노시, 니시토쿄시, 다치카와시, 현재의 세타가야구의 일부로 이루어져 있었다. 1936년에는 일부 지역이 세타가야구로 편입되었다. 1970년에 무사시무라야마정이 시가 되면서 기타타마군은 더 이상 존재하지 않게 되었다.

## 다마 지역의 지자체

### 시
다마 지역에는 26개의 도시가 있다.
| - 고가네이시(小金井市) - 고다이라시(小平市) - 고마에시(狛江市) - 고쿠분지시(国分寺市) - 구니타치시(国立市) - 기요세시(清瀬市) - 니시토쿄시(西東京市) - 다마시(多摩市) - 다치카와시(立川市) | - 마치다시(町田市) - 무사시노시(武蔵野市) - 무사시무라야마시(武蔵村山市) - 미타카시(三鷹市) - 아키루노시(あきる野市) - 아키시마시(昭島市) - 오메시(青梅市) - 이나기시(稲城市) - 조후시(調布市) | - 하무라시(羽村市) - 하치오지시(八王子市) - 후추시(府中市) - 훗사시(福生市) - 히가시무라야마시(東村山市) - 히가시야마토시(東大和市) - 히가시쿠루메시(東久留米市) - 히노시(日野市) |

도쿄도청은 도쿄 중심의 도시 기능을 분산시키기 위한 계획의 일환으로 하치오지시, 다치카와시, 마치다시, 오메시, 다마시(신시가지)는 다마 지역의 지역 중심지로 지정하였다.

### 군, 정, 촌
도쿄도의 극서부에는 니시타마군이 자리하고 있다. 이 지역의 대부분은 산지로 도시화에 적합하지 않다. 도쿄도에서 가장 높은 산인 구모토리산(2017m)를 비롯해 다카수산(1737m), 오다케산(1266m), 미타케산(929m)이 이곳에 있다. 야마나시현 주변의 다마강에 위치한 도쿄도에서 가장 큰 호수인 오쿠타마호가 있다.
- 니시타마군(西多摩郡)
  - 오쿠타마정(奥多摩町), 히노데정(日の出町), 미즈호정(瑞穂町), 히노하라촌(檜原村)

## 같이 보기
- 미나미칸토
- 광역관동권
- 다마 지역 (도쿄도)
- 다마 뉴타운